# Kaulsdorf, Thüringen
Kaulsdorf är en kommun och ort i Landkreis Saalfeld-Rudolstadt i förbundslandet Thüringen i Tyskland.
Kommunen ingår i förvaltningsgemenskapen Kaulsdorf tillsammans med kommunerna Altenbeuthen, Drognitz och Hohenwarte.